# Hoplolabis (Parilisia) longior
Hoplolabis (Parilisia) longior is een tweevleugelige uit de familie steltmuggen (Limoniidae). De soort komt voor in het Palearctisch gebied.